# Opération Titanic

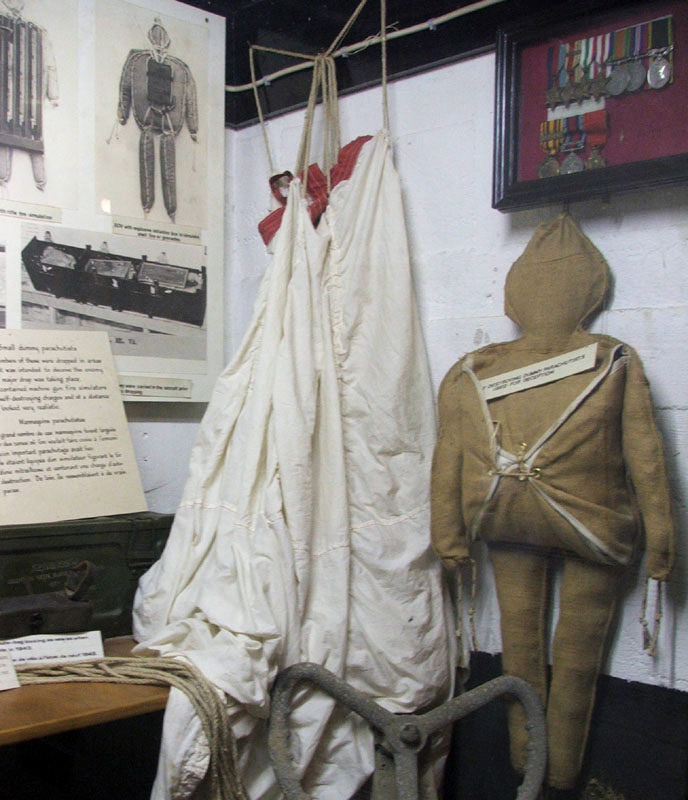
Modèle anglais Rupert exposé au Musée Mémorial du Jour J de Merville- France

L’opération Titanic est le nom de code d'une opération aéroportée menée dans la nuit du 5 au 6 juin 1944 par la Royal Air Force et le Special Air Service britanniques pour soutenir les parachutages de troupes précédant le débarquement de Normandie lors de la Seconde Guerre mondiale. Elle consistait dans le parachutage d'environ 500 poupées parachutistes (paradummies, surnommées Rupert par les Britanniques et Oscar par les Américains) dans des lieux éloignés des zones de parachutage réelles, afin de tromper les Allemands sur l'ampleur réelle des parachutages alliés et pour qu'ils déploient leurs troupes ailleurs qu'en direction des zones de largage de vrais parachutistes. Cette opération a été rendue célèbre par le film Le Jour le plus long (1962).  
Titanic fut l'une des opérations de leurre menée par la Royal Air Force ce jour-là, y compris dans les zones américaines du débarquement comme Saint-Lô. Il y eut également les opérations Glimmer et Taxable et les opérations pour tromper les radars ennemis. 